# Liste des Premiers ministres du Japon
Ceci est une liste chronologique des personnes qui ont occupé le poste de Premier ministre du Japon. Les mandats multiples, qu'ils soient consécutifs ou non, sont comptés dans la première colonne (ordre administratif) et la deuxième colonne établit une comptabilité par individus. Par exemple, Jun'ichirō Koizumi est la 56e personne à occuper le poste de Premier ministre, mais son premier mandat est le 87e depuis Itō Hirobumi.

## Premiers ministres sous l'empire du Japon

### Ère Meiji(1868-1912)
| #A      | #I | Portrait                                                                                               | Nom (Naissance-Mort)                                                                                   | Mandat                                                                                                 | Parti/Faction                                                                                          |
| ------- | --- | --- | --- | --- | --- |
| 1       | 1 | Hirobumi Itō                                                                                           | Itō Hirobumi 伊藤博文 (1841-1909)                                                                      | Gouvernement Itō I 22 décembre 1885 - 30 avril 1888                                                    | Hanbatsu (Chōshū)                                                                                      |
| 2       | 2 | Kiyotaka Kuroda                                                                                        | Kiyotaka Kuroda 黒田清隆 (1840-1900)                                                                   | Gouvernement Kuroda 30 avril 1888 - 25 octobre 1889                                                    | Hanbatsu (Satsuma)                                                                                     |
| intérim | intérim                                                                                                | Sanetomi Sanjō                                                                                         | Sanetomi Sanjō 三條實美 (1837-1891)                                                                    | Gouvernement intérimaire Sanjō 25 octobre 1889 - 24 décembre 1889                                      | Hanbatsu (Kuge)                                                                                        |
| 3       | 3 | Aritomo Yamagata                                                                                       | Aritomo Yamagata 山縣有朋 (1838-1922)                                                                  | Gouvernement Yamagata I 24 décembre 1889 - 6 mai 1891                                                  | Hanbatsu (Chōshū)                                                                                      |
| 4       | 4 | Masayoshi Matsukata                                                                                    | Masayoshi Matsukata 松方正義 (1835-1924)                                                               | Gouvernement Matsukata I 6 mai 1891 - 8 août 1892                                                      | Hanbatsu (Satsuma)                                                                                     |
| 5       | - | Hirobumi Itō                                                                                           | Itō Hirobumi 伊藤博文 (1841-1909)                                                                      | Gouvernement Itō II 8 août 1892 - 31 août 1896                                                         | Hanbatsu (Chōshū)                                                                                      |
| -       | Durant cet intervalle, le président du Conseil privé Kiyotaka Kuroda est Premier ministre ad interim.  | Durant cet intervalle, le président du Conseil privé Kiyotaka Kuroda est Premier ministre ad interim.  | Durant cet intervalle, le président du Conseil privé Kiyotaka Kuroda est Premier ministre ad interim.  | Durant cet intervalle, le président du Conseil privé Kiyotaka Kuroda est Premier ministre ad interim.  | Durant cet intervalle, le président du Conseil privé Kiyotaka Kuroda est Premier ministre ad interim.  |
| 6       | - | Masayoshi Matsukata                                                                                    | Masayoshi Matsukata 松方正義 (1835-1924)                                                               | Gouvernement Matsukata II 18 septembre 1896 - 12 janvier 1898                                          | Hanbatsu (Satsuma)                                                                                     |
| 7       | - | Hirobumi Itō                                                                                           | Itō Hirobumi 伊藤博文 (1841-1909)                                                                      | Gouvernement Itō III 12 janvier 1898 - 30 juin 1898                                                    | Hanbatsu (Chōshū)                                                                                      |
| 8       | 5 | Shigenobu Ōkuma                                                                                        | Shigenobu Ōkuma 大隈重信 (1838-1922)                                                                   | Gouvernement Ōkuma I 30 juin 1898 - 8 novembre 1898                                                    | Kenseitō (Parti constitutionnel)                                                                       |
| 9       | - | Aritomo Yamagata                                                                                       | Aritomo Yamagata 山縣有朋 (1838-1922)                                                                  | Gouvernement Yamagata II 8 novembre 1898 - 19 octobre 1900                                             | Hanbatsu (Chōshū)                                                                                      |
| 10      | - | Hirobumi Itō                                                                                           | Itō Hirobumi 伊藤博文 (1841-1909)                                                                      | Gouvernement Itō IV 19 octobre 1900 - 10 mai 1901                                                      | Rikken Seiyūkai (Fraternité du gouvernement constitutionnel)                                           |
| -       | Durant cet intervalle, le président du Conseil privé Kinmochi Saionji est Premier ministre ad interim. | Durant cet intervalle, le président du Conseil privé Kinmochi Saionji est Premier ministre ad interim. | Durant cet intervalle, le président du Conseil privé Kinmochi Saionji est Premier ministre ad interim. | Durant cet intervalle, le président du Conseil privé Kinmochi Saionji est Premier ministre ad interim. | Durant cet intervalle, le président du Conseil privé Kinmochi Saionji est Premier ministre ad interim. |
| 11      | 6 | Tarō Katsura                                                                                           | Tarō Katsura 桂太郎 (1848-1913)                                                                        | Gouvernement Katsura I 2 juin 1901 - 7 janvier 1906                                                    | Hanbatsu (Chōshū)                                                                                      |
| 12      | 7 | Kinmochi Saionji                                                                                       | Kinmochi Saionji 西園寺公望 (1849-1940)                                                                | Gouvernement Saionji I 7 janvier 1906 - 14 juillet 1908                                                | Rikken Seiyūkai (Fraternité du gouvernement constitutionnel)                                           |
| 13      | - | Tarō Katsura                                                                                           | Tarō Katsura 桂太郎 (1848-1913)                                                                        | Gouvernement Katsura II 14 juillet 1908 - 30 août 1911                                                 | Hanbatsu (Chōshū)                                                                                      |
| 14      | - | Kinmochi Saionji                                                                                       | Kinmochi Saionji 西園寺公望 (1849-1940)                                                                | Gouvernement Saionji II 30 août 1911 - 21 décembre 1912                                                | Rikken Seiyūkai (Fraternité du gouvernement constitutionnel)                                           |

### Ère Taishō(1912-1926)
| #A | #I | Portrait                                                                                                  | Nom | Mandat | Parti |
| -- | --- | --- | --- | --- | --- |
| 15 | - | Tarō Katsura                                                                                              | Tarō Katsura 桂太郎 (1848-1913)                                                                           | Gouvernement Katsura III 21 décembre 1912 - 20 février 1913                                               | Hanbatsu (Chōshū) Gunbatsu (Général à la retraite) Rikken Dōshikai (Association des amis constitutionnels) |
| 16 | 8 | Gonnohyōe Yamamoto                                                                                        | Gonnohyōe Yamamoto 山本權兵衞 (1852-1933)                                                                 | Gouvernement Yamamoto I 20 février 1913 - 16 avril 1914                                                   | Militaire (marine)                                                                                         |
| 17 | - | Shigenobu Ōkuma                                                                                           | Shigenobu Ōkuma 大隈重信 (1838-1922)                                                                      | Gouvernement Ōkuma II 16 avril 1914 - 9 octobre 1916                                                      | Rikken Dōshikai (Association des amis constitutionnels)                                                    |
| 18 | 9 | Masatake Terauchi                                                                                         | Masatake Terauchi 寺内正毅 (1852-1919)                                                                    | Gouvernement Terauchi 9 octobre 1916 - 29 septembre 1918                                                  | Hanbatsu (Chōshū) Gunbatsu (armée de terre)                                                                |
| 19 | 10 | Takashi Hara                                                                                              | Takashi Hara 原敬 (1856-1921)                                                                             | Gouvernement Hara 29 septembre 1918 - 4 novembre 1921                                                     | Rikken Seiyūkai (Fraternité du gouvernement constitutionnel)                                               |
| -  | Durant cet intervalle, le ministre des Affaires étrangères Kōsai Uchida est Premier ministre ad interim.  | Durant cet intervalle, le ministre des Affaires étrangères Kōsai Uchida est Premier ministre ad interim.  | Durant cet intervalle, le ministre des Affaires étrangères Kōsai Uchida est Premier ministre ad interim.  | Durant cet intervalle, le ministre des Affaires étrangères Kōsai Uchida est Premier ministre ad interim.  | Durant cet intervalle, le ministre des Affaires étrangères Kōsai Uchida est Premier ministre ad interim.   |
| 20 | 11 | Korekiyo Takahashi                                                                                        | Korekiyo Takahashi 高橋是清 (1854-1936)                                                                   | Gouvernement Takahashi 13 novembre 1921 - 12 juin 1922                                                    | Rikken Seiyūkai (Fraternité du gouvernement constitutionnel)                                               |
| 21 | 12 | Tomosaburō Katō                                                                                           | Tomosaburō Katō 加藤友三郎 (1861-1923)                                                                    | Gouvernement Katō 12 juin 1922 - 24 août 1923                                                             | Gunbatsu (marine)                                                                                          |
| -  | Durant cet intervalle, le ministre des Affaires étrangères Yasuya Uchida est Premier ministre ad interim. | Durant cet intervalle, le ministre des Affaires étrangères Yasuya Uchida est Premier ministre ad interim. | Durant cet intervalle, le ministre des Affaires étrangères Yasuya Uchida est Premier ministre ad interim. | Durant cet intervalle, le ministre des Affaires étrangères Yasuya Uchida est Premier ministre ad interim. | Durant cet intervalle, le ministre des Affaires étrangères Yasuya Uchida est Premier ministre ad interim.  |
| 22 | - | Gonnohyōe Yamamoto                                                                                        | Gonnohyōe Yamamoto 山本權兵衞 (1852-1933)                                                                 | Gouvernement Yamamoto II 2 septembre 1923 - 7 janvier 1924                                                | Militaire pro-démocratie (marine)                                                                          |
| 23 | 13 | Keigo Kiyoura                                                                                             | Keigo Kiyoura 清浦奎吾 (1850-1942)                                                                        | Gouvernement Kiyoura 7 janvier 1924 - 11 juin 1924                                                        | Kenkyūkai                                                                                                  |
| 24 | 14 | Takaaki Katō                                                                                              | Takaaki Katō 加藤高明 (1860-1926)                                                                         | Gouvernement Katō 11 juin 1924 - 28 janvier 1926                                                          | Kenseikai (Association constitutionnelle)                                                                  |
| -  | Durant cet intervalle, le ministre d'Intérieur Reijirō Wakatsuki est Premier ministre ad interim.         | Durant cet intervalle, le ministre d'Intérieur Reijirō Wakatsuki est Premier ministre ad interim.         | Durant cet intervalle, le ministre d'Intérieur Reijirō Wakatsuki est Premier ministre ad interim.         | Durant cet intervalle, le ministre d'Intérieur Reijirō Wakatsuki est Premier ministre ad interim.         | Durant cet intervalle, le ministre d'Intérieur Reijirō Wakatsuki est Premier ministre ad interim.          |
| 25 | 15 | Reijirō Wakatsuki                                                                                         | Reijirō Wakatsuki 若槻禮次郎 (1866-1949)                                                                  | Gouvernement Wakatsuki I 30 janvier 1926 - 20 avril 1927                                                  | Kenseikai (Association constitutionnelle)                                                                  |

### Ère Shōwa(1926-1946)
| #A | #I                                                                                                  | Portrait                                                                                            | Nom                                                                                                 | Mandat                                                                                              | Parti                                                                                                  |
| -- | --------------------------------------------------------------------------------------------------- | --------------------------------------------------------------------------------------------------- | --------------------------------------------------------------------------------------------------- | --------------------------------------------------------------------------------------------------- | --- |
| 26 | 16                                                                                                  | Giichi Tanaka                                                                                       | Giichi Tanaka 田中義一 (1864-1929)                                                                  | Gouvernement Giichi Tanaka 20 avril 1927 - 2 juillet 1929                                           | Rikken Seiyūkai (Fraternité du gouvernement constitutionnel)                                           |
| 27 | 17                                                                                                  | Osachi Hamaguchi                                                                                    | Osachi Hamaguchi 濱口雄幸 (1870-1931)                                                               | Gouvernement Hamaguchi 2 juillet 1929 - 14 avril 1931                                               | Rikken Minseitō (Parti démocrate constitutionnel)                                                      |
| 28 | -                                                                                                   | Reijirō Wakatsuki                                                                                   | Reijirō Wakatsuki 若槻禮次郎 (1866-1949)                                                            | Gouvernement Wakatsuki II 14 avril 1931 - 13 décembre 1931                                          | Rikken Minseitō (Parti démocrate constitutionnel)                                                      |
| 29 | 18                                                                                                  | Tsuyoshi Inukai                                                                                     | Tsuyoshi Inukai 犬養毅 (1855-1932)                                                                  | Gouvernement Inukai 13 décembre 1931 - 16 mai 1932                                                  | Rikken Seiyūkai (Fraternité du gouvernement constitutionnel)                                           |
| -  | Durant cet intervalle, le ministre des Finances Korekiyo Takahashi est Premier ministre ad interim. | Durant cet intervalle, le ministre des Finances Korekiyo Takahashi est Premier ministre ad interim. | Durant cet intervalle, le ministre des Finances Korekiyo Takahashi est Premier ministre ad interim. | Durant cet intervalle, le ministre des Finances Korekiyo Takahashi est Premier ministre ad interim. | Durant cet intervalle, le ministre des Finances Korekiyo Takahashi est Premier ministre ad interim.    |
| 30 | 19                                                                                                  | Makoto Saitō                                                                                        | Makoto Saitō 齋藤實 (1858-1936)                                                                     | Gouvernement Saitō 26 mai 1932 - 8 juillet 1934                                                     | Militaire pro-démocratie (marine)                                                                      |
| 31 | 20                                                                                                  | Keisuke Okada                                                                                       | Keisuke Okada 岡田啓介 (1868-1952)                                                                  | Gouvernement Okada 8 juillet 1934 - 9 mars 1936                                                     | Militaire pro-démocratie (marine)                                                                      |
| 32 | 21                                                                                                  | Kōki Hirota                                                                                         | Kōki Hirota 廣田弘毅 (1878-1948)                                                                    | Gouvernement Hirota 9 mars 1936 - 2 février 1937                                                    | Haut-fonctionnaire (diplomate)                                                                         |
| 33 | 22                                                                                                  | Senjūrō Hayashi                                                                                     | Senjūrō Hayashi 林銑十郎 (1876-1943)                                                                | Gouvernement Hayashi 2 février 1937 - 4 juin 1937                                                   | Gunbatsu (Tōseiha, armée de terre)                                                                     |
| 34 | 23                                                                                                  | Fumimaro Konoe                                                                                      | Fumimaro Konoe 近衞文麿 (1891-1945)                                                                 | Gouvernement Konoe I 4 juin 1937 - 5 janvier 1939                                                   | Kayōkai                                                                                                |
| 35 | 24                                                                                                  | Kiichirō Hiranuma                                                                                   | Kiichirō Hiranuma 平沼騏一郎 (1867-1952)                                                            | Gouvernement Hiranuma 5 janvier 1939 - 30 août 1939                                                 | Aucun (nationaliste)                                                                                   |
| 36 | 25                                                                                                  | Nobuyuki Abe                                                                                        | Nobuyuki Abe 阿部信行 (1875-1953)                                                                   | Gouvernement Nobuyuki Abe 30 août 1939 - 16 janvier 1940                                            | Gunbatsu modéré (armée de terre)                                                                       |
| 37 | 26                                                                                                  | Mitsumasa Yonai                                                                                     | Mitsumasa Yonai 米内光政 (1880-1948)                                                                | Gouvernement Yonai 16 janvier 1940 - 22 juillet 1940                                                | Gunbatsu modéré (marine)                                                                               |
| 38 | -                                                                                                   | Fumimaro Konoe                                                                                      | Fumimaro Konoe 近衞文麿 (1891-1945)                                                                 | Gouvernement Konoe II 22 juillet 1940 - 18 juillet 1941                                             | Taisei Yokusankai (Association d'assistance à l'autorité impériale)                                    |
| 39 | -                                                                                                   | Fumimaro Konoe                                                                                      | Fumimaro Konoe 近衞文麿 (1891-1945)                                                                 | Gouvernement Konoe III 18 juillet 1941 - 18 octobre 1941                                            | Taisei Yokusankai (Association d'assistance à l'autorité impériale)                                    |
| 40 | 27                                                                                                  | Hideki Tōjō                                                                                         | Hideki Tōjō 東條英機 (1884-1948)                                                                    | Gouvernement Tōjō 18 octobre 1941 - 22 juillet 1944                                                 | Gunbatsu (Tōseiha, armée de terre) Taisei Yokusankai (Association d'assistance à l'autorité impériale) |
| 41 | 28                                                                                                  | Kuniaki Koiso                                                                                       | Kuniaki Koiso 小磯國昭 (1880-1950)                                                                  | Gouvernement Koiso 22 juillet 1944 - 7 avril 1945                                                   | Gunbatsu (Tōseiha, armée de terre) Taisei Yokusankai (Association d'assistance à l'autorité impériale) |
| 42 | 29                                                                                                  | Kantarō Suzuki                                                                                      | Kantarō Suzuki 鈴木貫太郎 (1868-1948)                                                               | Gouvernement Kantarō Suzuki 7 avril 1945 - 17 août 1945                                             | Gunbatsu (marine) Taisei Yokusankai (Association d'assistance à l'autorité impériale)                  |
| 43 | 30                                                                                                  | Le prince Naruhiko Higashikuni                                                                      | Le prince Naruhiko Higashikuni 東久邇宮稔彦王 (1887-1990)                                           | Gouvernement Higashikuni 17 août 1945 - 9 octobre 1945                                              | Famille impériale                                                                                      |
| 44 | 31                                                                                                  | Kijūrō Shidehara                                                                                    | Kijūrō Shidehara 幣原喜重郎 (1872-1951)                                                             | Gouvernement Shidehara 9 octobre 1945 - 22 mai 1946                                                 | Dōwakai Nihon Shinpotō (Parti progressiste du Japon)                                                   |
| 45 | 32                                                                                                  | Shigeru Yoshida                                                                                     | Shigeru Yoshida 吉田茂 (1878-1967)                                                                  | Gouvernement Yoshida I 22 mai 1946 - 24 mai 1947                                                    | Jiyutō (Parti libéral)                                                                                 |

## Premiers ministres duJapon

### Ère Shōwa(1947-1989)
| #A | #I | Portrait | Nom | Mandat | Parti |
| -- | --- | --- | --- | --- | --- |
| 46 | 33 | Tetsu Katayama                                                                                               | Tetsu Katayama 片山哲 (1887-1978)                                                                            | Gouvernement Katayama 24 mai 1947 - 10 mars 1948                                                             | Shakaitō (Parti socialiste)                                                                                  |
| 47 | 34 | Hitoshi Ashida                                                                                               | Hitoshi Ashida 芦田均 (1887-1959)                                                                            | Gouvernement Ashida 10 mars 1948 - 15 octobre 1948                                                           | Minshutō (Parti démocrate)                                                                                   |
| 48 | - | Shigeru Yoshida                                                                                              | Shigeru Yoshida 吉田茂 (1878-1967)                                                                           | Gouvernement Yoshida II 15 octobre 1948 - 16 février 1949                                                    | Jiyutō (Parti libéral)                                                                                       |
| 49 | - | Shigeru Yoshida                                                                                              | Shigeru Yoshida 吉田茂 (1878-1967)                                                                           | Gouvernement Yoshida III 16 février 1949 - 30 octobre 1952                                                   | Jiyutō (Parti libéral)                                                                                       |
| 50 | - | Shigeru Yoshida                                                                                              | Shigeru Yoshida 吉田茂 (1878-1967)                                                                           | Gouvernement Yoshida IV 30 octobre 1952 - 21 mai 1953                                                        | Jiyutō (Parti libéral)                                                                                       |
| 51 | - | Shigeru Yoshida                                                                                              | Shigeru Yoshida 吉田茂 (1878-1967)                                                                           | Gouvernement Yoshida V 21 mai 1953 - 10 décembre 1954                                                        | Jiyutō (Parti libéral)                                                                                       |
| 52 | 35 | Ichirō Hatoyama                                                                                              | Ichirō Hatoyama 鳩山一郎 (1883-1959)                                                                         | Gouvernement Ichirō Hatoyama I 10 décembre 1954 - 19 mars 1955                                               | Minshutō (Parti démocrate)                                                                                   |
| 53 | 35 | Ichirō Hatoyama                                                                                              | Ichirō Hatoyama 鳩山一郎 (1883-1959)                                                                         | Gouvernement Ichirō Hatoyama II 19 mars 1955 - 22 novembre 1955                                              | Minshutō (Parti démocrate)                                                                                   |
| 54 | 35 | Ichirō Hatoyama                                                                                              | Ichirō Hatoyama 鳩山一郎 (1883-1959)                                                                         | Gouvernement Ichirō Hatoyama III 22 novembre 1955 - 23 décembre 1956                                         | Jiyūminshutō (Jimintō) Parti libéral-démocrate (PLD)                                                         |
| 55 | 36 | Tanzan Ishibashi                                                                                             | Tanzan Ishibashi 石橋湛山 (1884-1973)                                                                        | Gouvernement Ishibashi 23 décembre 1956 - 25 février 1957                                                    | Jimintō PLD                                                                                                  |
| 56 | 37 | Nobusuke Kishi                                                                                               | Nobusuke Kishi 岸信介 (1896-1987)                                                                            | Gouvernement Kishi I 25 février 1957 - 12 juin 1958                                                          | Jimintō PLD                                                                                                  |
| 57 | 37 | Nobusuke Kishi                                                                                               | Nobusuke Kishi 岸信介 (1896-1987)                                                                            | Gouvernement Kishi II 12 juin 1958 - 19 juillet 1960                                                         | Jimintō PLD                                                                                                  |
| 58 | 38 | Hayato Ikeda                                                                                                 | Hayato Ikeda 池田勇人 (1899-1965)                                                                            | Gouvernement Ikeda I 19 juillet 1960 - 8 décembre 1960                                                       | Jimintō PLD                                                                                                  |
| 59 | 38 | Hayato Ikeda                                                                                                 | Hayato Ikeda 池田勇人 (1899-1965)                                                                            | Gouvernement Ikeda II 8 décembre 1960 - 9 décembre 1963                                                      | Jimintō PLD                                                                                                  |
| 60 | 38 | Hayato Ikeda                                                                                                 | Hayato Ikeda 池田勇人 (1899-1965)                                                                            | Gouvernement Ikeda III 9 décembre 1963 - 9 novembre 1964                                                     | Jimintō PLD                                                                                                  |
| 61 | 39 | Eisaku Satō                                                                                                  | Eisaku Satō 佐藤榮作 (1901-1975)                                                                             | Gouvernement Satō I 9 novembre 1964 - 17 février 1967                                                        | Jimintō PLD                                                                                                  |
| 62 | 39 | Eisaku Satō                                                                                                  | Eisaku Satō 佐藤榮作 (1901-1975)                                                                             | Gouvernement Satō II 17 février 1967 - 14 janvier 1970                                                       | Jimintō PLD                                                                                                  |
| 63 | 39 | Eisaku Satō                                                                                                  | Eisaku Satō 佐藤榮作 (1901-1975)                                                                             | Gouvernement Satō III 14 janvier 1970 - 7 juillet 1972                                                       | Jimintō PLD                                                                                                  |
| 64 | 40 | Kakuei Tanaka                                                                                                | Kakuei Tanaka 田中角榮 (1918-1993)                                                                           | Gouvernement Kakuei Tanaka 7 juillet 1972 - 22 décembre 1972                                                 | Jimintō PLD                                                                                                  |
| 65 | 40 | Kakuei Tanaka                                                                                                | Kakuei Tanaka 田中角榮 (1918-1993)                                                                           | Gouvernement Kakuei Tanaka II 22 décembre 1972 - 9 décembre 1974                                             | Jimintō PLD                                                                                                  |
| 66 | 41 | Takeo Miki                                                                                                   | Takeo Miki 三木武夫 (1907-1988)                                                                              | Gouvernement Miki 9 décembre 1974 - 24 décembre 1976                                                         | Jimintō PLD                                                                                                  |
| 67 | 42 | Takeo Fukuda                                                                                                 | Takeo Fukuda 福田赳夫 (1905-1995)                                                                            | Gouvernement Takeo Fukuda 24 décembre 1976 - 7 décembre 1978                                                 | Jimintō PLD                                                                                                  |
| 68 | 43 | Masayoshi Ōhira                                                                                              | Masayoshi Ōhira 大平正芳 (1910-1980)                                                                         | Gouvernement Ōhira I 7 décembre 1978 - 9 novembre 1979                                                       | Jimintō PLD                                                                                                  |
| 69 | 43 | Masayoshi Ōhira                                                                                              | Masayoshi Ōhira 大平正芳 (1910-1980)                                                                         | Gouvernement Ōhira II 9 novembre 1979 - 12 juin 1980                                                         | Jimintō PLD                                                                                                  |
| -  | Durant cet intervalle, le président du Secrétariat du Cabinet Masayoshi Itō est Premier ministre ad interim. | Durant cet intervalle, le président du Secrétariat du Cabinet Masayoshi Itō est Premier ministre ad interim. | Durant cet intervalle, le président du Secrétariat du Cabinet Masayoshi Itō est Premier ministre ad interim. | Durant cet intervalle, le président du Secrétariat du Cabinet Masayoshi Itō est Premier ministre ad interim. | Durant cet intervalle, le président du Secrétariat du Cabinet Masayoshi Itō est Premier ministre ad interim. |
| 70 | 44 | Zenkō Suzuki                                                                                                 | Zenkō Suzuki 鈴木善幸 (1911-2004)                                                                            | Gouvernement Zenkō Suzuki 17 juillet 1980 - 27 novembre 1982                                                 | Jimintō PLD                                                                                                  |
| 71 | 45 | Yasuhiro Nakasone                                                                                            | Yasuhiro Nakasone 中曾根康弘 (1918-2019)                                                                     | Gouvernement Nakasone I 27 novembre 1982 - 27 décembre 1983                                                  | Jimintō PLD                                                                                                  |
| 72 | 45 | Yasuhiro Nakasone                                                                                            | Yasuhiro Nakasone 中曾根康弘 (1918-2019)                                                                     | Gouvernement Nakasone II 27 décembre 1983 - 22 juillet 1986                                                  | Jimintō PLD                                                                                                  |
| 73 | 45 | Yasuhiro Nakasone                                                                                            | Yasuhiro Nakasone 中曾根康弘 (1918-2019)                                                                     | Gouvernement Nakasone III 22 juillet 1986 - 6 novembre 1987                                                  | Jimintō PLD                                                                                                  |
| 74 | 46 | Noboru Takeshita                                                                                             | Noboru Takeshita 竹下登 (1924-2000)                                                                          | Gouvernement Takeshita 6 novembre 1987 - 3 juin 1989                                                         | Jimintō PLD                                                                                                  |

### Ère Heisei(1989-2019)
| #A | #I | Portrait           | Nom                                        | Mandat                                                         | Parti                                   |
| -- | -- | ------------------ | ------------------------------------------ | -------------------------------------------------------------- | --------------------------------------- |
| 75 | 47 | Sōsuke Uno         | Sōsuke Uno 宇野宗佑 (1922-1998)            | Gouvernement Uno 3 juin 1989 - 10 août 1989                    | Jimintō PLD                             |
| 76 | 48 | Toshiki Kaifu      | Toshiki Kaifu 海部俊樹 (1931-2022)         | Gouvernement Kaifu I 10 août 1989 - 28 février 1990            | Jimintō PLD                             |
| 77 | 48 | Toshiki Kaifu      | Toshiki Kaifu 海部俊樹 (1931-2022)         | Gouvernement Kaifu II 28 février 1990 - 5 novembre 1991        | Jimintō PLD                             |
| 78 | 49 | Kiichi Miyazawa    | Kiichi Miyazawa 宮澤喜一 (1919-2007)       | Gouvernement Miyazawa 5 novembre 1991 - 9 août 1993            | Jimintō PLD                             |
| 79 | 50 | Morihiro Hosokawa  | Morihiro Hosokawa 細川護熙 (né en 1938)    | Gouvernement Hosokawa 9 août 1993 - 28 avril 1994              | Nihon Shintō (Nouveau parti du Japon)   |
| 80 | 51 | Tsutomu Hata       | Tsutomu Hata 羽田孜 (1935-2017)            | Gouvernement Hata 28 avril 1994 - 30 juin 1994                 | Shinseitō (Parti de la Renaissance)     |
| 81 | 52 | Tomiichi Murayama  | Tomiichi Murayama 村山富市 (né en 1924)    | Gouvernement Murayama 30 juin 1994 - 11 janvier 1996           | Shakaitō (Parti socialiste)             |
| 82 | 53 | Ryūtarō Hashimoto  | Ryūtarō Hashimoto 橋本龍太郎 (1937-2006)   | Gouvernement Hashimoto I 11 janvier 1996 - 7 novembre 1996     | Jimintō PLD                             |
| 83 | 53 | Ryūtarō Hashimoto  | Ryūtarō Hashimoto 橋本龍太郎 (1937-2006)   | Gouvernement Hashimoto II 7 novembre 1996 - 30 juillet 1998    | Jimintō PLD                             |
| 84 | 54 | Keizō Obuchi       | Keizō Obuchi 小渕恵三 (1937-2000)          | Gouvernement Obuchi 30 juillet 1998 - 5 avril 2000             | Jimintō PLD                             |
| 85 | 55 | Yoshirō Mori       | Yoshirō Mori 森喜朗 (né en 1937)           | Gouvernement Mori I 5 avril 2000 - 4 juillet 2000              | Jimintō PLD                             |
| 86 | 55 | Yoshirō Mori       | Yoshirō Mori 森喜朗 (né en 1937)           | Gouvernement Mori II 4 juillet 2000 - 26 avril 2001            | Jimintō PLD                             |
| 87 | 56 | Jun'ichirō Koizumi | Jun'ichirō Koizumi 小泉純一郎 (né en 1942) | Gouvernement Koizumi I 26 avril 2001 - 19 novembre 2003        | Jimintō PLD                             |
| 88 | 56 | Jun'ichirō Koizumi | Jun'ichirō Koizumi 小泉純一郎 (né en 1942) | Gouvernement Koizumi II 19 novembre 2003 - 21 septembre 2005   | Jimintō PLD                             |
| 89 | 56 | Jun'ichirō Koizumi | Jun'ichirō Koizumi 小泉純一郎 (né en 1942) | Gouvernement Koizumi III 21 septembre 2005 - 26 septembre 2006 | Jimintō PLD                             |
| 90 | 57 | Shinzō Abe         | Shinzō Abe 安倍晋三 (1954-2022)            | Gouvernement Abe I 26 septembre 2006 - 26 septembre 2007       | Jimintō PLD                             |
| 91 | 58 | Yasuo Fukuda       | Yasuo Fukuda 福田康夫 (né en 1936)         | Gouvernement Fukuda 26 septembre 2007 - 24 septembre 2008      | Jimintō PLD                             |
| 92 | 59 | Tarō Asō           | Tarō Asō 麻生太郎 (né en 1940)             | Gouvernement Asō 24 septembre 2008 - 16 septembre 2009         | Jimintō PLD                             |
| 93 | 60 | Yukio Hatoyama     | Yukio Hatoyama 鳩山由紀夫 (né en 1947)     | Gouvernement Hatoyama 16 septembre 2009 - 8 juin 2010          | Minshutō Parti démocrate du Japon (PDJ) |
| 94 | 61 | Naoto Kan          | Naoto Kan 菅直人 (né en 1946)              | Gouvernement Kan 8 juin 2010 - 2 septembre 2011                | Minshutō PDJ                            |
| 95 | 62 | Yoshihiko Noda     | Yoshihiko Noda 野田 佳彦 (né en 1957)      | Gouvernement Noda 2 septembre 2011 - 26 décembre 2012          | Minshutō PDJ                            |
| 96 | -  | Shinzō Abe         | Shinzō Abe 安倍晋三 (1954-2022)            | Gouvernement Abe II 26 décembre 2012 - 24 décembre 2014        | Jimintō PLD                             |
| 97 | -  | Shinzō Abe         | Shinzō Abe 安倍晋三 (1954-2022)            | Gouvernement Abe III 24 décembre 2014 - 1er novembre 2017      | Jimintō PLD                             |
| 98 | -  | Shinzō Abe         | Shinzō Abe 安倍晋三 (1954-2022)            | Gouvernement Abe IV 1er novembre 2017 - 16 septembre 2020      | Jimintō PLD                             |

### ÈreReiwa(depuis 2019)
| #A  | #I | Portrait                                                    | Nom                                  | Mandat                                                    | Parti       |
| --- | -- | ----------------------------------------------------------- | ------------------------------------ | --------------------------------------------------------- | ----------- |
| 98  | -  | Shinzō Abe                                                  | Shinzō Abe 安倍 晋三 (1954-2022)     | Gouvernement Abe IV 1er novembre 2017 - 16 septembre 2020 | Jimintō PLD |
| 99  | 63 | Yoshihide Suga                                              | Yoshihide Suga 菅 義偉 (né en 1948)  | Gouvernement Suga 16 septembre 2020 - 4 octobre 2021      | Jimintō PLD |
| 100 | 64 |                                                             | Fumio Kishida 岸田 文雄 (né en 1957) | Gouvernement Kishida I 4 octobre 2021 - 10 novembre 2021  | Jimintō PLD |
| 101 | 64 | Gouvernement Kishida II 10 novembre 2021 - 1er octobre 2024 | Fumio Kishida 岸田 文雄 (né en 1957) |                                                           | Jimintō PLD |
| 102 | 65 | Shigeru Ishiba                                              | Shigeru Ishiba 石破 茂 (né en 1957)  | Gouvernement Ishiba I 1er octobre 2024 - 11 novembre 2024 | Jimintō PLD |
| 103 | 65 | Shigeru Ishiba                                              | Shigeru Ishiba 石破 茂 (né en 1957)  | Gouvernement Ishiba II Depuis le 11 novembre 2024         | Jimintō PLD |

## Différentes observations

### Records
Ces records ne prennent pas en compte les mandats par intérim.
- Mandat le plus long : Shinzō Abe (7 ans, 8 mois et 21 jours).
- Mandat le plus court : Naruhiko Higashikuni (1 mois et 22 jours).
- Plus grand nombre de mandats : Itō Hirobumi (4 mandats).
- Plus jeune au moment de sa nomination : Itō Hirobumi (à 44 ans, 2 mois et 6 jours).
- Plus âgé au moment de sa nomination : Kantarō Suzuki (à 77 ans, 2 mois et 20 jours).
- Premier ministre mort le plus jeune : Fumimaro Konoe (à 54 ans).
- Premier ministre mort le plus âgé : Naruhiko Higashikuni (à 102 ans).

### Premiers ministres mort en cours de mandat
- Hara Takashi (assassiné le 4 novembre 1921).
- Katō Tomosaburō (mort le 24 aout 1923).
- Katō Takaaki (mort le 28 janvier 1926).
- Inukai Tsuyoshi (assassiné le 15 mai 1932).
- Masayoshi Ōhira (mort le 12 juin 1980).